# Tolèla

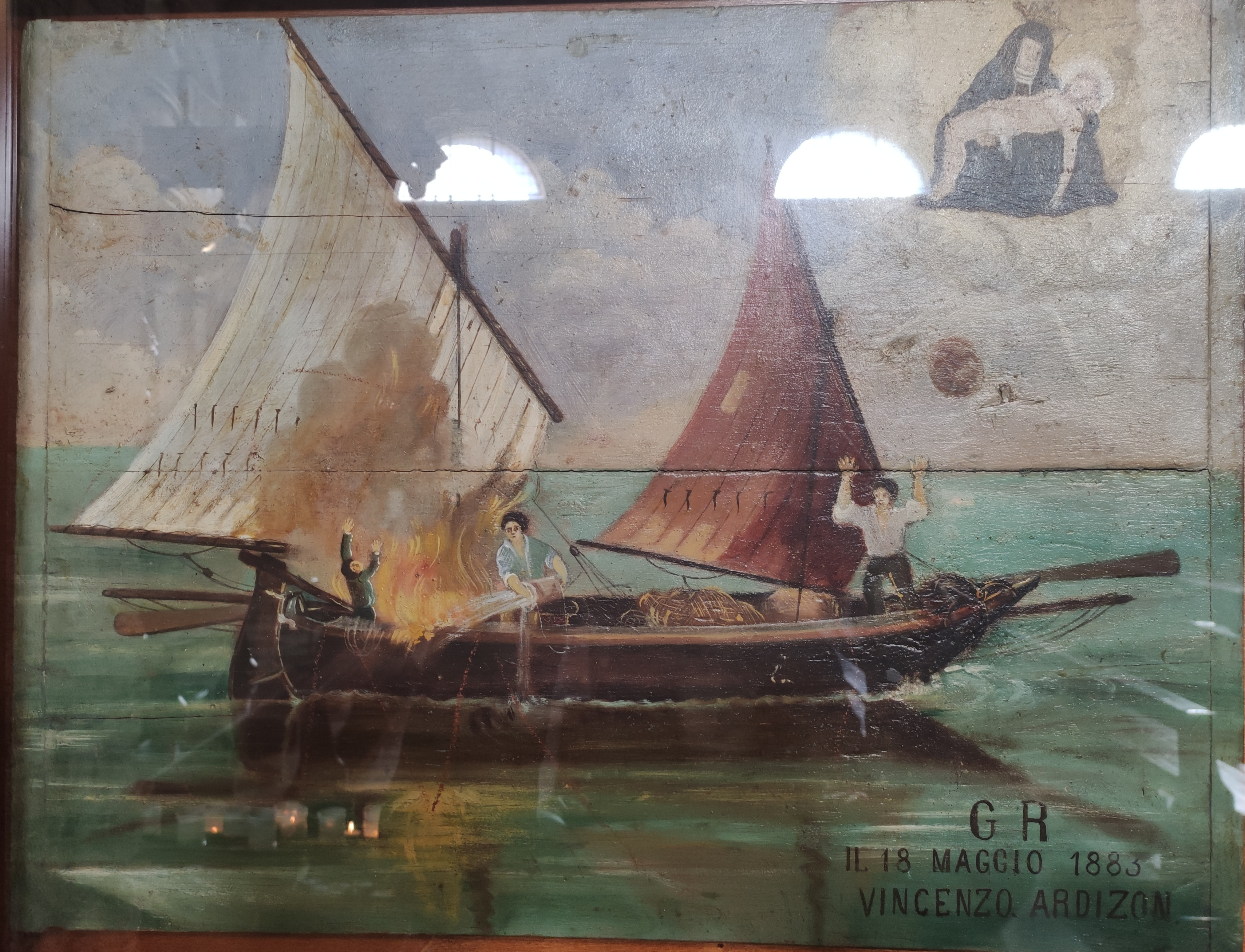
Vincenzo Ardizon. Invocazione della Madonna a seguito di un incendio a bordo, 18 maggio 1883.

La tolèla («tavoletta» in dialetto chioggiotto) è una piccola tavoletta in legno, manifestazione di un tipo particolare di ex-voto, tipica della città di Chioggia nel periodo che va dal XVI al XX secolo. Si tratta di una pittura su una piccola tavola, che veniva posta nelle chiese dal miracolato come riconoscenza in seguito alla ricezione di una grazia in un momento di pericolo, come ad esempio la guarigione da una malattia o un naufragio scampato, come vòto. Veniva generalmente offerta a Gesù Cristo, alla Madonna, ma anche ad altri santi, come ai patroni Felice e Fortunato, oppure a San Martino, patrono della contigua frazione di Sottomarina.

## Descrizione
Mentre nelle altre chiese d’Italia la donazione di ex voto avveniva sotto forma dei cosiddetti cuori d’argento, fino a poco più di 50 anni fa a Chioggia veniva fatta attraverso l'apposizione di una sorta di tavoletta in legno prossimità dell'altare. La tavoletta raffigurava una scena di disgrazia e di relativa grazia, una testimonianza di mentalità, condizione culturale e prassi condivisa da una popolazione quasi interamente dedita alla vita di mare ed alla pesca.
Si trattava di un fenomeno complesso, in quanto cerniera tra fede e cultura. Era legato alla fede poiché faceva riferimento, implicitamente, a Cristo, alla Madonna ed ai santi; era invece legato alla cultura in quanto esprimeva la sensibilità di una determinata area territoriale e le tradizioni di un determinato gruppo sociale. Il contatto tra il dato della fede e quello sociologico-culturale determinava l’incarnazione popolare della fede, che poteva sconfinare, se esulante dall’orientamento del magistero ecclesiale. Così in passato, gli strati popolari di Chioggia hanno conosciuto momenti di stallo sulle secche delle pratiche magico-superstiziose, con ricorso a scongiuri, divinazioni, fatture ed esorcismi.

## Caratteristiche generali
La letteratura delle espressioni votive cataloga le tolèle nel novero dell’arte figurativa popolare, che si occupa di decorazioni, insegne, tavole votive ed artigianato vario.
In campo pittorico vige la distinzione tra due filoni di espressività, quello colto e quello popolare. Nel caso in cui il miracolato fosse una persona facoltosa, o in un caso di miracolo comunitario, si ricorreva ad un pittore provetto per la creazione dell'operta. Nel caso in cui il miracolato fosse stato invece una persona del popolo, esso si rivolgeva ad un pittore a buon mercato,  finanche dozzinale. Le tavolette erano assolutamente originali, non prodotte in serie ma da artisti diversi, eseguite con dimensioni e tecniche pittoriche differenti e prodotte in piena autonomia. Quella delle tolèle era un’arte semplice, agli antipodi del mondo culturale d’avanguardia. Era un'arte ingenua e primitiva, ma capace in certi casi di gareggiare, in intensità e suggestione, con qualche capolavoro di professionisti del pennello. In maggioranza erano dipinte ad olio su tavola, senza preparazione; qualche quadretto era disegnato a tempera su carta o sbalzato su lamina d’argento. Nei loro tratti formali, potevano essere accostate ai disegni che comparivano in certi giornali ottocenteschi o alle illustrazioni della letteratura d’evasione, come Le avventure di Pinocchio, ma se ne discostavano nell’anima, poiché l’arte popolare tendeva a rappresentare aspetti comuni della vita quotidiana, e perciò poteva essere accostata in qualche modo alla scuola naїf, collegata al fenomeno dell’industrializzazione, con la differenza che l’arte delle tolèle era più antica e non finalizzata solo a narrare, ma anche a commuovere ed edificare.
Nell'immaginario collettivo degli ultimi decenni, le tolèle sembravano essere strettamente legate alla Chiesa di San Domenico; una ricognizione più attenta mostra in realtà che la maggior parte di esse si riferivano alla Madonna di Marina. Su 116 ex voto (escludendo quelli di Pellestrina, dedicati quasi esclusivamente alla Madonna dell'Apparizione di Pellestrina), ben settantacinque erano riferiti all'intercessione della Madonna di Marina, mentre altre trentasette riguardavano l'intercessione della Madonna del Carmine o quella del Rosario.

## Caratteristiche formali

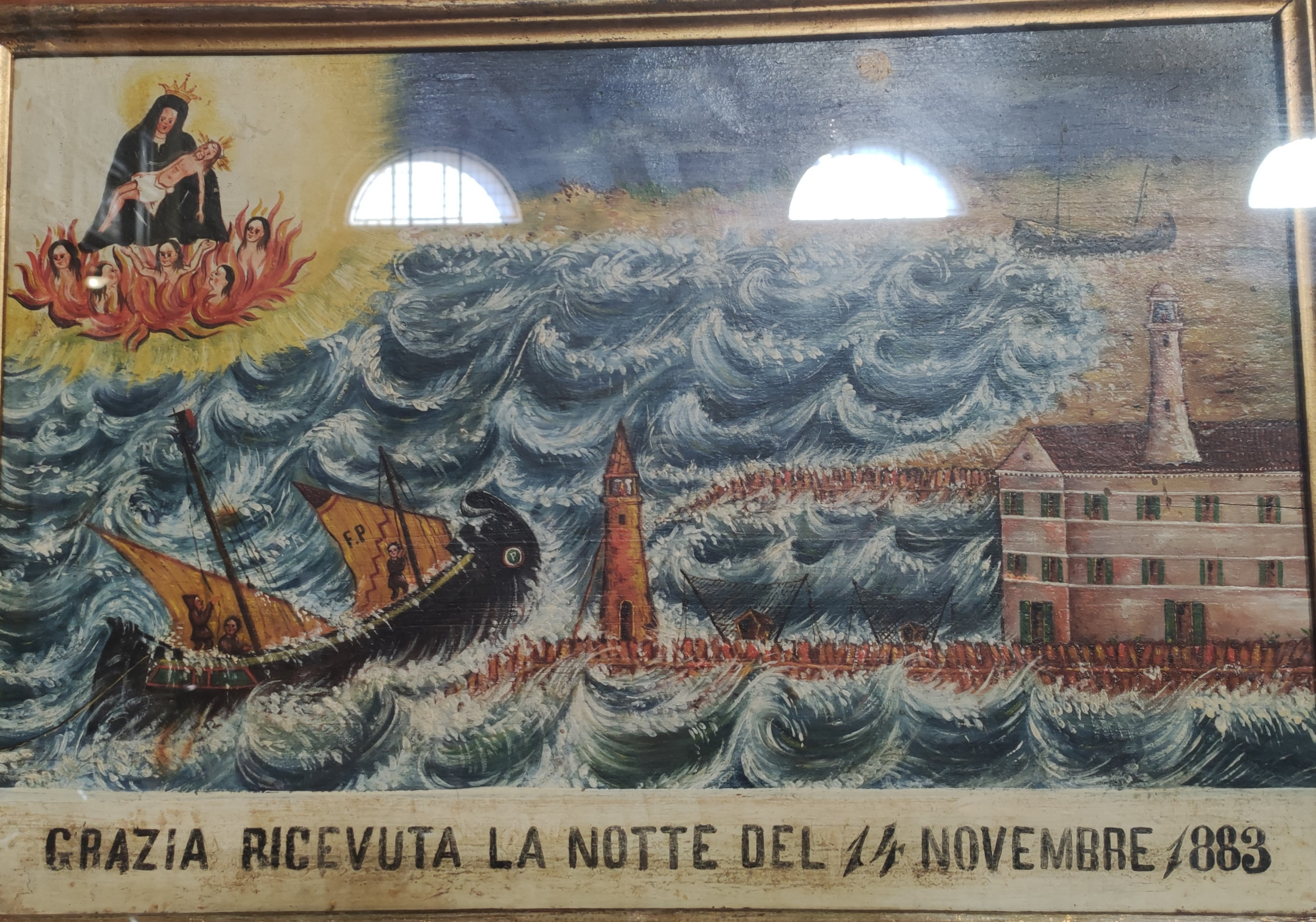
Artista sconosciuto.Grazia ricevuta la notte del 14 novembre 1883.

Questo tipo di iconografia non rispettava canoni precisi, tuttavia esistevano alcune costanti:
- La prospettiva d’impianto era sommaria, così come lo erano le proporzioni figurative. I fondali risultavano carenti di profondità, quasi piatti, per una sorta di analfabetismo pittorico.

- Quasi del tutto assente era il tratteggio dell’ombra che conferiva spessore volumetrico alle figure; le forme venivano definite tramite preferenza di tratti obliqui e rudi pennellate.

- Grande attenzione era attribuita alla descrizione del fatto, che normalmente veniva sintetizzata in quattro momenti importanti: accadimento della disgrazia, richiesta d’aiuto, intercessione celeste, lieto fine. Talvolta l’accadimento veniva presentato con due scene contigue che scandivano la successione dell’evento. La richiesta d’aiuto e l’intervento celeste erano sempre in evidenza, e per questo motivo lo spazio pittorico è solitamente diviso in due parti: mondo inferiore (umano) e mondo superiore (divino), divisi da una corolla di nubi stilizzate. Talora i due mondi si fronteggiavano, come dimostra l’incrocio degli sguardi dei protagonisti. Si privilegiava il momento critico del fatto narrato, mentre il lieto fine rimaneva implicito. Rispetto alla tradizione letteraria, la soluzione rimaneva sottintesa o rilevabile dal dato scritturale: il testo iconografico era spesso completato da una sigla o una didascalia.

- Le sigle più comuni erano: G.R. (Grazie Ricevuta); P.G.R. (Per Grazia Ricevuta); V.F.G.R. (Voto Fatto Grazia Ricevuta); V.F.G.A. (Votum Fecit Gratiam Accepit: “fece voto e ricevette grazia''). Le didascalie su cartiglio potevano avere varia lunghezza e dalla semplice dicitura EX VOTO si passava alla data del fatto ed al nome del miracolato. Talvolta data e nome erano affiancati da un’espressione che identificava il fatto stesso o forniva ulteriori spiegazioni. In ogni caso pittura e scrittura non erano facilmente separabili, e andava interpretata anche l’identificazione della regionalità, in base ai paesaggi dello sfondo, all’araldica delle vele o ai soggetti ivi riprodotti, in base alle particolari descrizioni di prora e di poppa.

- Nelle tolèle che registravano fatti avvenuti in mare, la barca era quasi più importante dei pescatori, in quanto strumento nelle mani di Dio, e si raffigurava di solito il momento cruciale che suscitava nei fedeli più vive emozioni: il fulmine che colpiva l’albero dell’imbarcazione, la schiuma livida dei cavalloni su cui galleggiavano i naufraghi, il paesaggio sconvolto dalla furia degli elementi. Le figure umane, di contro, erano ridotte a figure geometriche sferzate dal destino in mezzo al caos degli elementi. Nelle tolèle che registravano casi di guarigione, in primo piano vi era la figura del malato o dell’orante, affiancato dall’impotenza dei medici e dal disappunto dei parenti.

- Ciò che era importante veniva talvolta ritratto in dimensioni maggiori rispetto al resto; ciò che era ordinario, invece, in maniera regolare. Per questo nuvole, onde, fumo, venivano modulate con entusiasmo.

- Le tolèle, di norma, non portavano segnato il nome del pittore, anche se alcune di quelle più recenti riportavano la firma dei fratelli Bellemo, di Dario Gallimberti o del Bordignon. Questo avvenva perché gli ex voto non si configuravano come opera d’arte, bensì come dono personale dell’invocante ad un’entità superiore, e la grazia non era ritenuta tanto il prodotto di un contatto magico con tale entità, quanto piuttosto una risposta personale da parte di Cristo, della Vergine o dei Santi.[7]

## Collocazione e cronologia
Considerate in ordine di tempo, la più antica (ed unica del secolo) è datata all’ultimo quarto del 1600 e raffigura un “graziato da San Domenico”. Trentotto risalgono al Settecento, settantacinque all’Ottocento e ventotto al Novecento. L’ultima in ordine cronologico risale al 1997 e riporta la dicitura “Incolumi in una sparatoria in mare”. Le tolèle originariamente si trovavano in quasi tutte le chiese di Chioggia, anche se la maggior parte erano riposte nella Chiesa di San Domenico, in quella della Madonna della Navicella, nella basilica di San Giacomo Minore e in alcune di Pellestrina, mentre oggi sono state quasi tutte trasferite nel nuovo museo civico della città di Chioggia.